# Kattilkari
Kattilkari är en ö i Finland. Den ligger i Skärgårdshavet och i kommunen Nystad i den ekonomiska regionen  Nystadsregionen i landskapet Egentliga Finland, i den sydvästra delen av landet. Ön ligger omkring 58 kilometer nordväst om Åbo och omkring 210 kilometer väster om Helsingfors.
Öns area är 6,9 hektar och dess största längd är 480 meter i nord-sydlig riktning. I omgivningarna runt Kattilkari växer i huvudsak barrskog.